# Neuhäusel
Neuhäusel település Németországban, Rajna-vidék-Pfalz tartományban. Lakosainak száma 2047 fő (2023. december 31.). , a  Neuhäusel a Nassau természetvédelmi parkhoz tartozi. A szomszédos közösségek Nyugat-Simmern, Kelet-Kadenbach és Délkelet-Eitelborn.

## Fekvése
Montabaur és Koblenz között fekvő település.

## Története
Neve az írásokban 1198-ban tűnt fel először Musbach formában, mint Neuhäusel elődje, ekkor egy kis falu volt, közel a mai helyi közösséghez. Mai Neuhäusel nevén 1675-ben volt először említve.
A középkor óta Neuhäusel önkormányzata a trieri választókerülethez, majd  1806-tól a Nassau-i hercegséghez tartozott, és a Montabaur-i Hivatal irányította.

## Nevezetességek
- Evangélikus temploma

## Galéria

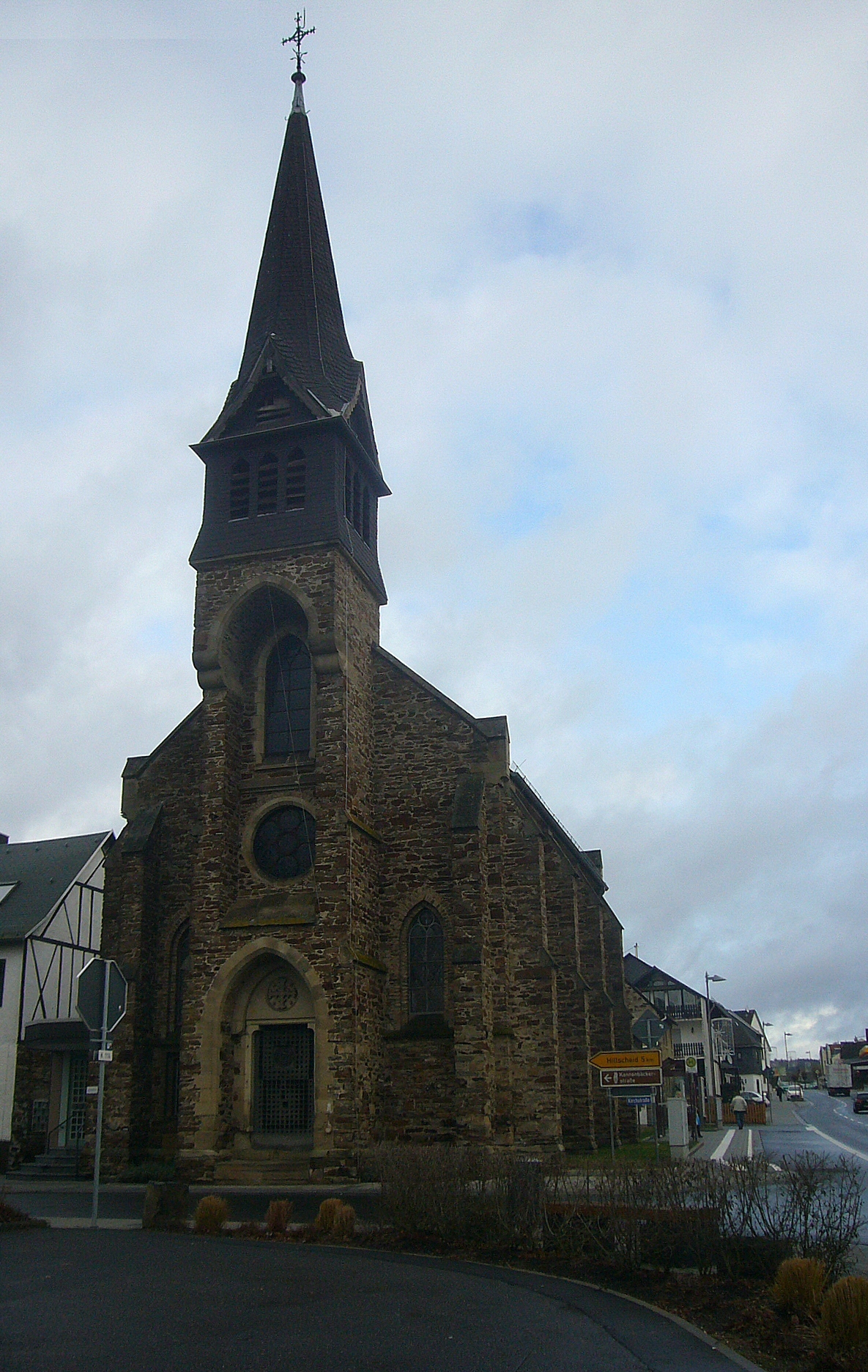
Evangélikus temploma
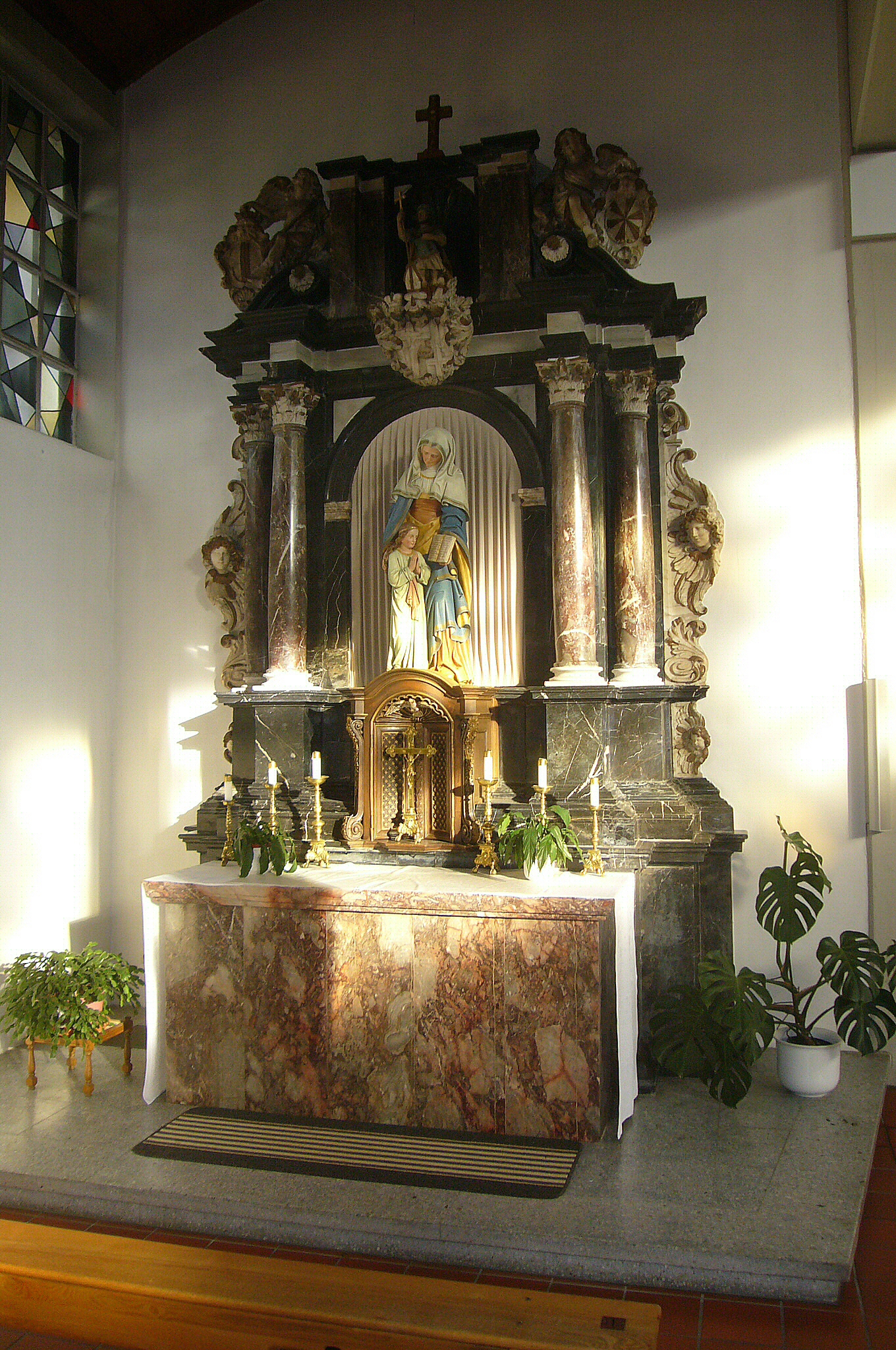
A templom belseje
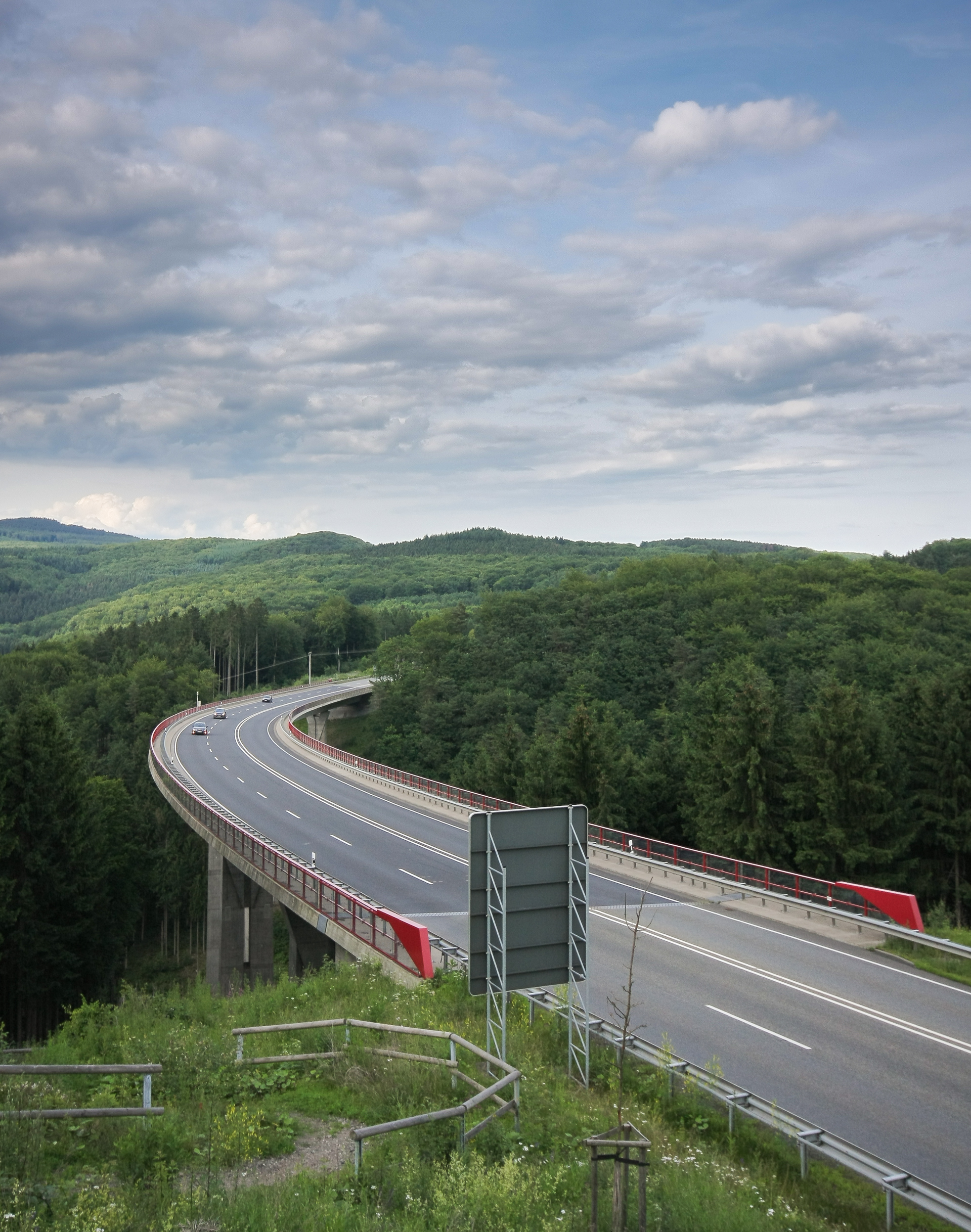

## Népesség
A település népességének változása:
| Lakosok száma | 1393 | 2005 | 2018 | 2044 | 2067 | 2047 |
|               | 1975 | 2017 | 2019 | 2021 | 2022 | 2023 |